# زاوية سيدي سالم
زاوية سيدي سالم أو زاوية بودواو هي إحدى الزوايا في الجزائر الواقعة في بلدية بودواو بدائرة بودواو ضمن ولاية بومرداس، والتابعة لمنهاج الطريقة الرحمانية.

## التأسيس
تم تأسيس زاوية سيدي سالم من طرف العالم الجليل «عبد القادر الحمامي»، الذي أسس هذه زاوية للتربية والتعليم بموقع «قرية سيدي سالم» في جنوب بلدية بودواو في جبال الخشنة غير بعيد عن جبل بوزقزة، كانت بمثابة منارة استضاء بها أهل جبال قدارة لقرون.
وكانت هذه المنطقة زاخرة بالعديد من الزوايا التي من بينها «زاوية سيدي بوسحاقي» بقرية «ثالة أوفلا» في الثنية، و«زاوية أولاد بومرداس» بقرية «المرايل» في تيجلابين، و«زاوية سيدي داود» أو «زاوية سيدي أعمر الشريف» بسيدي داود قرب دلس، علما أن مؤسسها قد استقر هناك قادما من قرية إسحنونن بعرش آيث إيراثن، ومن أشهر أحفاده «سيدي أحمد بلعباس» المعروف بالتقوى والورع، بالإضافة إلى «زاوية الغبارنة» ببلدية خميس الخشنة، و«زاوية سيدي أمْحَند السعدي» ببلدية أعفير التي ارتبط تاريخها بتدريس علم القراءات.

## الموقع
تقع زاوية سيدي سالم في «قرية سيدي سالم» جنوب بلدية بودواو قرب مجرى وادي بودواو أين تأسست الزاوية في القرن التاسع عشر ميلادي خلال الاحتلال الفرنسي للجزائر.
ويبعد مقر الزاوية عن مدينة بودواو بحوالي 06 كم مرورا بالطريق الوطني رقم 5.[بحاجة لمصدر]

## التصنيف
بسبب الأهمية التاريخية لزاوية سيدي سالم، باشرت «مديرية الثقافة لولاية بومرداس» بتسجيل الزاوية في «قائمة الجرد الإضافي» خلال سنة 2008م، وهي إحدى طرق التصنيف والحماية للموروث الثقافي التي ينص عليها قانون 98 – 04 المؤرخ في 15 جوان 1998م والمتعلق بحماية التراث الثقافي.
كما قامت نفس المديرية الثقافية بإعادة الاعتبار للزاوية من خلال حملة تطوعية لتنظيف الزاوية تمت برمجتها بمناسبة شهر التراث الثقافي لسنة 2011م، كما اقترحت على «الصندوق الوطني للتراث الثقافي» تسجيل عملية أشغال الترميم وإعادة الاعتبار للزاوية.

## إعادة التهيئة
تم الشروع في إعادة تهيئة «زاوية سيدي سالم» من طرف "مديرية الشؤون الدينية لولاية بومرداس ابتداء من شهر سبتمبر 2015م ضمن برنامج إعادة فتح 4 زوايا مغلقة.
وجاءت عملية إعادة فتح كل الزوايا الموجودة بولاية بومرداس، بعد إهمال وركود منذ سنوات لأسباب أمنية وغيرها، بشكل تدريجي لاستعادة نشاطها ودورها في متابعة النشاط المسجدي وضرورة استرجاع مكانتها كمعالم بارزة في تعليم وحفظ القرآن الكريم.
وستساهم «زاوية سيدي سالم» من جديد في تفعيل دور ونشاط الزوايا والمدارس القرآنية المتواجدة بولاية بومرداس ومتابعة النشاط المسجدي من أجل الحفاظ على هوية الشعب الجزائري وعدم زعزعته عن دينه وأصالته في ظل ما يتعرض له العالم الإسلامي من هجمات دينية، وذلك من خلال ما تقدمه من نشاطات دينية كحفظ وتدريس القرآن والأحاديث النبوية الشريفة ودروس في الوعظ ولإرشاد ونبذ الخلافات وإصلاح ذات البين.[بحاجة لمصدر]
ومن أجل استعادة نشاط زاوية سيدي سالم بـ«قرية سيدي سالم» في بلدية بودواو، تم تأسيس لجنة دينية لإعادة بعث نشاطها الديني من حفظ ودراسة القرآن وأذكار الجمعة بعدما تم البدء في تهيئتها.

## المهام
لعبت «زاوية سيدي سالم» أدوارا تعليمية وتربوية هامة منذ نشأتها، وتخرج على يديها العديد من العلماء والمصلحين ساهمـوا في نشـر تعاليـم الإسلام، وقاومـوا حملات التبشير النصراني بقيادة الكنيسة الكاثوليكية التي باركت وصاحبت الحملة الفرنسية على الجزائر.
وتتمثل مهام الزاوية حاليا في تعليم وحفظ القرآن الكريم بما يسمح بتخرج سنوي لعشرات الطلبة الحافظين للقرآن الكريم بأحكامه والحديث النبوي الشريف ومعلمي القرآن والمرشدات الدينيات.
وسيُعتمد عليهم في تأطير مختلف مساجد ولاية بومرداس وخارجها، خاصة في شهر رمضان بتزويد المساجد بالمقرئين، بالإضافة إلى نشاطات سنوية ستسهر إدارة الزاوية على إقامتها بشكل منتظم في المناسبات الدينية، كإحياء ذكرى المولد النبوي الشريف وغيرها.
ويندرج نشاط هذه الزاوية ضمن تعداد 8 زوايا و13 مدرسة قرآنية مستقلة وحوالي 15 كتابا لتعليم وحفظ القرآن وأحكامه ومن المساجد 401 على تراب ولاية بومرداس.

## أعلام الزاوية
- بوعلام بوسحاقي
- صالح صالحي الزواوي

### مواضيع ذات صلة
- أولاد بومرداس
- المرجعية الدينية الجزائرية
- وزارة الشؤون الدينية الجزائرية
- الحزب الراتب: الحزاب - الباش حزاب - السلكة - الشيخ - المريد - الورد - الوارد
- الزوايا في الجزائر
- الطريقة الرحمانية
- زاوية سيدي أمحمد بن عبد الرحمن الأزهري
- زاوية سيدي بوسحاقي
- زاوية الحمامي
- زاوية سيدي بوخروبة
- زاوية الهامل
- محمد بن عبد الرحمن الأزهري
- طريقة صوفية
- صوفية
- تاريخ التصوف
- ولاية بومرداس
- دائرة بومرداس
- بلدية تيجلابين
- محمد بن أبي القاسم الهاملي

### وصلات خارجية
- الموقع الرسمي لوزارة الشؤون الدينية والأوقاف الجزائرية